# Augusto Santos Silva

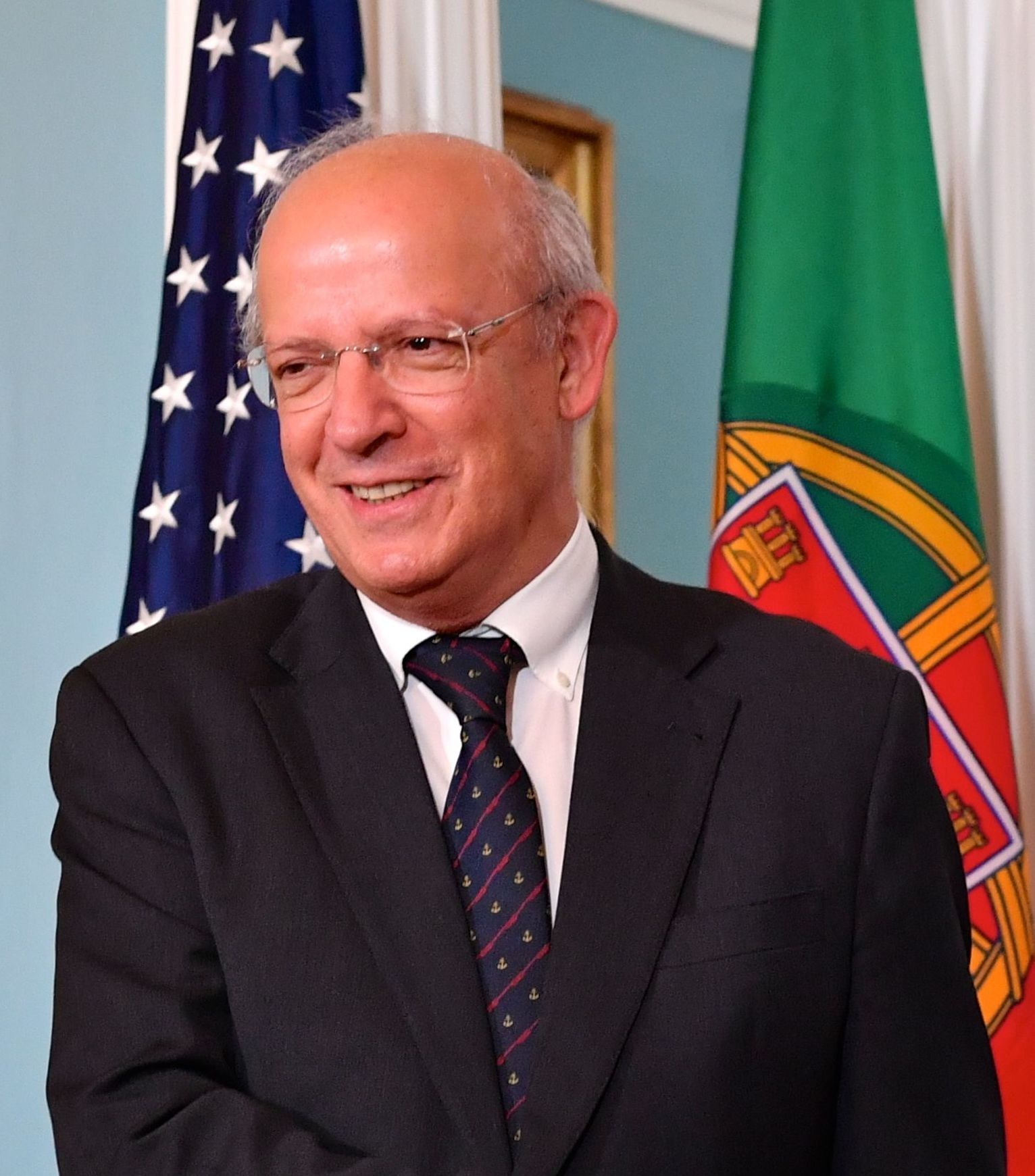
Augusto Santos Silva (Juli 2017)

Augusto Santos Silva (* 20. August 1956 in Miragaia, Porto) ist ein portugiesischer Sozialwissenschaftler und Politiker der Sozialistischen Partei. Im Kabinett Sócrates I war er Minister für Parlamentsangelegenheiten und ab dem 26. November 2015 war er im Kabinett Costa I und im Kabinett Costa II der Außenminister Portugals. Seit dem 29. März 2022 ist er Präsident des portugiesischen Parlaments.

## Leben
Augusto Santos Silva schloss sein Geschichtsstudium an der geisteswissenschaftlichen Fakultät der Universität Porto ab und wurde 1992 in Kultur- und Kommunikationssoziologie am ISCTE-Instituto Universitário de Lisboa, dem renommierten Universitätsinstitut für Sozial- und Betriebswissenschaften, Technologie und Architektur, promoviert. Seit 1981 ist Santos Silva Dozent an der Wirtschaftsfakultät der Universität Porto, seit 1999 außerdem Akademischer Rat für Sozialwissenschaften.
Santos Silva war von 1996 bis 1999 Mitglied im nationalen Bildungsrat, zwischen 1997 und 1999 portugiesischer Vertreter im Projekt der staatsbürgerlichen Erziehung des Europarats. Von 1998 bis 1999 amtierte er als Rektor der Universität Porto. 
Seit 1990 ist Augusto Santos Silva Mitglied der Sozialistischen Partei (PS), seit 1998 außerdem Mitglied der Nationalen Parteikommission und seit 2006 des Parteisekretariats. Zwischen 1994 und 1999 war Santos Silva Mitglied des Stadtteilparlaments von Nevogilde (Porto). Seine eigentliche politische Karriere begann Augusto Santos Silva jedoch zunächst als Staatssekretär in der Bildungsverwaltung (Administração Educativa) des ersten Kabinetts Guterres zwischen 1999 und 2000. Am 9. April 2000 wurde er in der gleichen Regierung Bildungsminister, zum 7. März 2001 wechselte er ins Kulturministerium. Nach den Parlamentswahlen 2002 vertrat er als Abgeordneter des portugiesischen Parlaments den Wahlbezirk Miragaia in der Legislaturperiode 2002–2005. In dieser Zeit leitete Santos Silva die parlamentarische Parteiausschüsse der PS für die Bereiche Kultur, Wissenschaft und Hochschulbildung. Nach dem Sieg der Sozialistischen Partei bei den Parlamentswahlen 2005 berief Premierminister José Sócrates Augusto Santos Silva als neuen Minister für Parlamentsangelegenheiten.
Von 2009 bis 2011 war Silva Verteidigungsminister im Kabinett Sócrates II.
Der 2015 zum Premierminister ernannte António Costa berief Silva als Außenminister Portugals ins Kabinett Costa I. Dieses Amt behielt er auch im seit 2019 amtierenden Kabinett Costa II, bis zur Regierungsumbildung im März 2022. Am 29. März 2022 wurde er mit 156 der 230 Stimmen vom Parlament zum neuen Parlamentspräsidenten gewählt. Wie seinem Vorgänger Eduardo Ferro Rodrigues wurde auch Silva nach seinem Amtsantritt vom Staatspräsidenten Marcelo Rebelo de Sousa das Großkreuz des portugiesischen Freiheitsordens (Ordem da Liberdade) verliehen.
In der Zeit vom 1. Januar 2021 bis zum 30. Juni 2021 war er außerdem Vorsitzender des Rates der Europäischen Union. 
Neben seiner Arbeit als Politiker engagiert sich Augusto Santos Silva sehr oft in journalistischen Bereichen. Zwischen 1978 und 1986 war er Mitarbeiter des Kulturteils des Jornal de Notícias. Zwischen 1997 und 1998 war er Chronist des Nachrichtenmagazins Rádio Jornal des Radiosenders TSF. Sowohl von 1992 bis 1999 als auch von 2002 bis 2005 war er als Kolumnist des Público tätig. In seiner Zeit als Abgeordneter leitete er außerdem die Acção Socialista, die offizielle Zeitung der Sozialistischen Partei. Außerdem ist er Verfasser zahlreicher soziologischer und pädagogischer Werke.